# Elisabeth Feller
Pour les articles homonymes, voir Feller.
Elisabeth Feller (née le 3 avril 1910 à Horgen et morte au même lieu le 12 janvier 1973) est une entrepreneuse et mécène suisse.

## Biographie
Elisabeth Feller est la fille d'Adolf Feller, fondateur de la société d'ingénierie électrique Feller AG (vendue en 1992 à Merlin Gerin), et d'Emma Feller, née Richi. Elle est originaire de Noflen, dans le canton de Berne. À la mort de son père en 1931, Elisabeth, alors âgée de 21 ans, abandonne ses études de géographie à l'Université de Zurich et à la London School of Economics pour reprendre l'entreprise. 

À l'instar de son père, elle n'attache que peu d'importance à son manque de connaissances techniques :  
« Je ne crois pas que le savoir spécialisé soit décisif pour la direction d’une entreprise. On peut embaucher du personnel spécialisé à cet effet. Ce qui est décisif, par contre, c’est le climat que l’on crée, les relations humaines, savoir susciter et prodiguer la confiance, choisir les bons collaborateurs et les suivre, déléguer la responsabilité. ». 
Bien avant ses concurrents, l'entreprise bénéficie de sa propre caisse de pension, d'une cantine et de programmes locaux de construction de logements. Dans le but de faciliter leur intégration, des cours d'allemand sont donnés aux employés italiens et des cours d’italien aux employés suisses. 
Elisabeth Feller est également une pionnière du mouvement des femmes dans la vie publique. Elle s’engage en faveur du droit de vote des femmes et lutte au sein de l’Union patronale pour l'égalité des salaires. De 1950 à 1973, elle dirige la commission pour un salaire égal pour un travail de valeur égale de la Fédération des associations féminines suisses. En 1959, elle devient la première présidente non anglophone de l’International Federation of Business and Professional Women (en). Elle collabore également à l'exposition nationale suisse pour le travail féminin (SAFFA) de 1958.  
Elle effectue souvent des donations pour des causes sociales en sollicitant parfois le soutien de son personnel par l’intermédiaire du journal de l’entreprise : pour une école de filles palestiniennes à Ramallah, l’Hôpital Albert Schweitzer à Lambaréné ou encore le Village Pestalozzi à Trogen. L'entrepreneuse parraine aussi des artistes. Avec la pédiatre Marie Meierhofer, elle fait campagne pour la création de crèches modernes. Toutes deux fondent la crèche de Berghalden qui est devenue une des plus grandes institutions pour enfants de la région. 
En 1970, l’entrepreneuse accueille 37 réfugiés du Tibet à Horgen et leur offre du travail dans son entreprise. En 1974, le Dalaï-Lama visite son entreprise. Malheureusement, Elisabeth Feller décède l'année précédente, aussi subitement que son père.

## Hommage
En 2012, l'organisation zurichoise Gesellschaft zu Fraumünster lui rend hommage à l'occasion du prix annuel des femmes à Sechseläuten. Une plaque commémorative est située à la Stockerstrasse 9. 